# Autonome Zentren und Alternative Kulturzentren

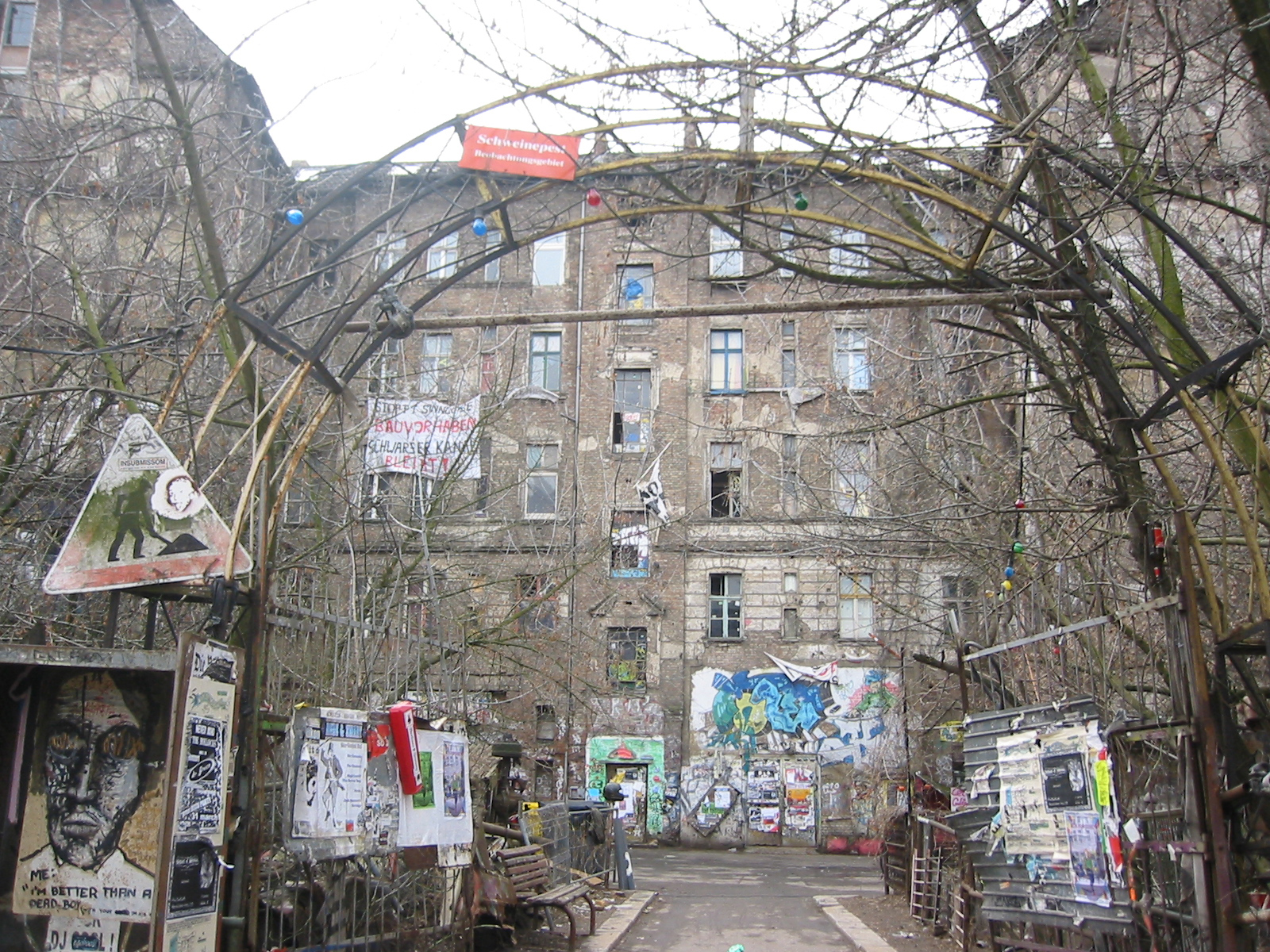
Der Eingang der Köpi, die als Wohnprojekt und autonomes Zentrum gilt (2006)

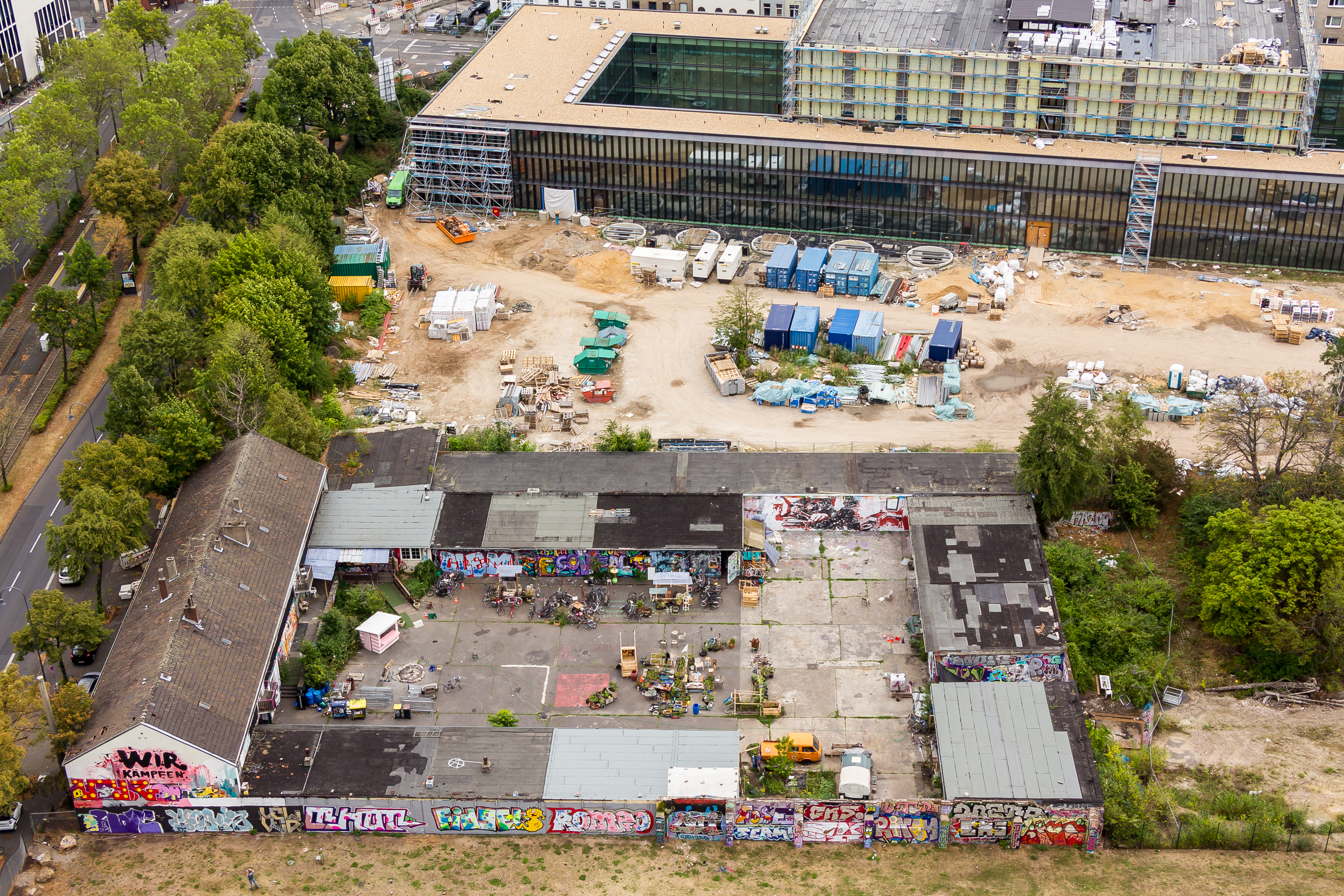
Das Autonome Zentrum Köln (2019)

Autonome Zentren (AZ) ebenso alternative Kulturzentren sind selbstverwaltete und unabhängige soziokulturelle Einrichtungen mit politischen Ansprüchen, die zumeist dem Spektrum der undogmatischen Linken zugeordnet werden. Sie sind Teil der neuen sozialen Bewegungen. Sie grenzen sich in der Regel von der Einflussnahme staatlicher und städtischer Institutionen ab. Autonome Zentren sind häufig in ehemals besetzten und dann legalisierten Häusern zu finden.
Überregional bekannte Autonome Zentren in Deutschland sind die Köpi in Berlin sowie die Rote Flora in Hamburg. International werden Autonome Zentren als soziale Zentren bezeichnet. Auch Straßen mit mehreren besetzten Häusern wie die Hamburger Hafenstraße, die Berliner Mainzer Straße oder die Düsseldorfer Kiefernstraße, sowie ganze Viertel wie beispielsweise Exarchia in Athen oder der Freistadt Christiania in Kopenhagen, wurden und werden als alternative bzw. autonome Zentren bezeichnet.
Weitere Erscheinungsformen sind bspw. Ökosiedlungen, Projektwerkstätten, Wagenplätze, Hüttendörfer sowie Baum-Haus-Siedlungen.

## Organisation
Da die Betreiber der Idee des selbstbestimmten und selbstverwalteten Lebens ohne Autoritäten verbunden sind, kann es zu Konflikten im Kontext der Zusammenarbeit mit öffentlichen Einrichtungen wie der Bauaufsichtsbehörde kommen. Die Unterschiede in der Trägerschaft sind jedoch groß, sie reichen von Autonomen Zentren in ehemals besetzten Häusern bis zu städtisch mitfinanzierten Autonomen Jugendzentren.
Ein autonomes Zentrum wird nicht hierarchisch geleitet, sondern basisdemokratisch und kollektiv organisiert. Entscheidungen werden getroffen, indem Probleme im Plenum diskutiert werden. Dabei wird ein Konsens gesucht.

## Aktivitäten
In Autonomen Zentren finden Veranstaltungen wie Ausstellungen, Konzerte und Vorträge statt, die meist aus dem politisch links gerichteten Spektrum stammen. Gelegentlich dienen sie auch als Treffpunkt linker Gruppen und bieten Jugendlichen und Erwachsenen Alternativen in der Freizeitgestaltung, etwa sportliche Aktivitäten. Häufig befinden sich in Autonomen Zentren Infoläden der linksalternativen und antifaschistischen politischen Szene.

## Politische Bedeutung
In den 1980er und 1990er Jahren dienten Autonome Zentren der linksradikalen Bewegung vor allem als Kommunikationszentren. Nach der Jahrtausendwende änderte sich ihr Nutzen mit der Verbreitung des Internets dahingehend, dass mit ihnen Geld für politische Veranstaltungen eingenommen wird und der sie umgebende Mythos ein wichtiger Faktor zur Motivierung der autonomen Bewegung ist.

## Autonomen Zentren / alternative Kulturzentren

### Dänemark

#### Kopenhagen
- Freistadt Christiania

### Deutschland

#### Aachen
- AZ Achsen[1]

#### Berlin
- Fabrik Osloer Straße[2][3]

- Köpi

- Kukuck, Kunst- und Kulturcentrum Kreuzberg, besetzt am 23. Januar 1981 geräumt am 25. Juli 1984[4][5][6][7]

- Kerngehäuse[8]

- KuBiZ – Bildungszentrum Berlin-Weissensee[9]

- Kulturfabrik Moabit

- Mehringhof

- Nachbarschafts-Haus Prinzenallee 58[10][11]

- RAW-Friedrichshain

- Regenbogenfabrik

- Tommy-Weisbecker-Haus

- UfaFabrik

#### Bochum
- Kulturzentrum Bahnhof-Langendreer

#### Bonn
- Alte VHS Bonn [12]

#### Braunschweig
- Nexus[13][14][15]

#### Bremen
- Kulturzentrum Lagerhaus

- Solidarisches Zentrum Bremen[16]

- zakk[17]

- Zentrum für Kollektivkultur e. V. (@zfk_hb)[18]

#### Detmold
- AltePauline Autonomes Kultur- und Kommunikationszentrum[19][20]

#### Dortmund
- Offenes Zentrum Dortmund[21]

#### Dresden
- AZ Conni[22][23]

#### Düren
- Komm-Zentrum Düren

#### Düsseldorf
- Linkes Zentrum Hinterhof[24]

#### Duisburg
- Stapeltor[25]

#### Freiburg im Breisgau
- KTS

#### Gießen
- AK 44 Gießen[26]

#### Greifswald
- IKUWO Internationales Kultur- und Wohnprojekt[27]

#### Hamburg
- Rote Flora

#### Hannover
- Sprengelgelände

#### Heidelberg
- Autonomes Zentrum Heidelberg 1991 bis 1999[28][29][30]

#### Kesselberg nahe Königs Wusterhausen (Brandenburg)
- Kesselberg[31]

#### Köln
- Alte Feuerwache

- Autonomes Zentrum Köln

#### Leipzig
- Conne Island[32]

#### Loschwitz
- Alte Feuerwache Loschwitz

#### München
- Kafe Marat[33]

#### Mülheim an der Ruhr
- AZ-Mülheim[34][35][36]

#### Münster (Westfalen)|
- Baracke – Kulturzentrum am Aasee[37][38][39]

#### Nürnberg
- KOMM (1973–1997)

#### Oldenburg
- Alhambra – Selbstverwaltetes Aktions- und Kommunikationszentrum[40]

- Autonomes Zentrum Oldenburg[41]

#### Osnabrück
- SubstAnZ Osnabrück[42][43]

#### Passau
- ZAKK Passau Zentrum für ambulante Kultur & Kommunikation[44][45][46]

#### Pirna
- Akubiz

#### Recklinghausen
- AKZ Recklinghausen[47]

#### Strausberg
- Horte Soziales Zentrum[48][49][50][51]

#### Stuttgart
- Linkes Zentrum Lilo Herrmann[52]

#### Verden
- Ökologisches Zentrum Verden

#### Wennigsen
- Dicker Stein

#### Wuppertal
- Autonomes Zentrum Wuppertal[53]

### Griechenland

#### Athen
- Exarchia

### Italien

#### Modena
- ein soziales autonomes Zentrum in Modena

### Österreich

#### Wien
- Ernst-Kirchweger-Haus

### Schweiz

#### Basel
- Villa Rosenau

#### Bern
- Reitschule (besetzt von 1981 bis 1982 und seit 1987)

#### Bremgarten
- Kulturzentrum Bremgarten (ältestes autonome Kulturhaus der Schweiz, das gänzlich ohne öffentliche Förderung auskommt)

#### Winterthur
- Winterthur#Kulturzentren Die Jugendlobby Kaktus fand im Gaswerk[54] in Töss Unterschlupf und baute dort ein alternatives Kulturzentrum auf.[55][56]

#### Zürich
- Rote Fabrik (seit 1980)

### Slowenien

#### Ljubljana
- Metelkova

### Vereinigte Staaten

#### Milwaukee
- Sozialea Zentrum Cream City Collectives mit Infoladen The Mathilde Anneke Infoshop